# Echinus melo
Echinus melo là một loài cầu gai. Loài cầu gai này sinh sống ở vùng biển Địa Trung Hải và phía đông Đại Tây Dương giữa Azores và vịnh Biscay, và đôi khi xa về đến phía bắc Ireland và Cornwall.